# فلاديمير فويفودسكي
فلاديمير فويفودسكي  (بالروسية: Владимир Александрович Воеводский)‏ (4 يونيو 1966 - 30 سبتمبر 2017) هو عالم رياضيات روسي ولد في 4 يونيو 1966 في موسكو, الاتحاد السوفيتي ، حائز على جائزة وسام فيلدز.

## وصلات خارجية
- الموقع الرسمي لجائزة وسام فيلدز